# Рахмани, Бахтияр
Бахтия́р Рахмани́ (перс. بختیار رحمانی‎; 23 сентября 1991, Сарполь-э-Захаб) — иранский футболист, полузащитник клуба «Сепахан». Выступал в сборной Ирана.

## Клубная карьера
Рахмани всю свою карьеру играл за Фулад. После ухода бывшего капитана клуба летом 2012 года, Бахтияр был избран новым капитаном клуба, когда ему было всего двадцать лет, по завершении сезона он привёл клуб к четвёртому месту. Он продлил свой контракт с Фуладом ещё на три года 30 апреля 2013 года, сохраняя место в клубе до 2016 года. Рахмани помог клубу выиграть свой второй чемпионат в сезоне 2013/14, в котором он забил пять голов и ассистировал семь раз в 28 матчах.

## Карьера в сборной
Рахмани был впервые вызван в Сборную Ирана (до 15 лет). Он играл за Иран национальной сборной по футболу всех возрастных групп. Он был вызван и играл за Сборной Ирана (до 23) в 2011 году, в которой он стал капитаном. 14 мая 2013 года, Рахмани был вызван в Сборную Ирана Карлушем Кейрушем. Он дебютировал против Сборной Омана в товарищеском матче 22 мая 2013 года. 1 июня 2014 года, он был включён в окончательную заявку сборной на Чемпионат мира по футболу 2014 Карлушем Кейрушем.

## Достижения
«Фулад»
- Чемпионат Ирана по футболу (1): 2013/14

## Статистика

### Клубная статистика
| Клубные данные   | Клубные данные   | Клубные данные   | Лига | Лига | Кубок | Кубок | Континентальные | Континентальные | Итого | Итого |
| Сезон            | Клуб             | Лига             | Игры | Голы | Игры  | Голы  | Игры            | Голы            | Игры  | Голы  |
| Иран             | Иран             | Иран             | Лига | Лига | Кубок | Кубок | Азия            | Азия            | Итого | Итого |
| ---------------- | ---------------- | ---------------- | ---- | ---- | ----- | ----- | --------------- | --------------- | ----- | ----- |
| 2007/08          | Фулад            | Дивизион 1       | 19   | 3    | 2     | 0     | -               | -               | 21    | 3     |
| 2008/09          | Фулад            | Про-Лига         | 14   | 1    | 2     | 0     | -               | -               | 18    | 1     |
| 2009/10          | Фулад            | Про-Лига         | 24   | 3    | 1     | 0     | -               | -               | 25    | 3     |
| 2010/11          | Фулад            | Про-Лига         | 30   | 4    | 2     | 0     | -               | -               | 32    | 4     |
| 2011/12          | Фулад            | Про-Лига         | 30   | 4    | 2     | 0     | -               | -               | 31    | 4     |
| 2012/13          | Фулад            | Про-Лига         | 31   | 5    | 1     | 0     | -               | -               | 32    | 5     |
| 2013/14          | Фулад            | Про-Лига         | 28   | 5    | 2     | 0     | 7               | 2               | 37    | 7     |
| Итого за карьеру | Итого за карьеру | Итого за карьеру | 179  | 25   | 12    | 0     | 7               | 2               | 198   | 27    |

- Ассистент

| Сезон   | Команда | Голевые пасы |
| ------- | ------- | ------------ |
| 2008/09 | Фулад   | 1            |
| 2009/10 | Фулад   | 15           |
| 2010/11 | Фулад   | 13           |
| 2011/12 | Фулад   | 9            |
| 2012/13 | Фулад   | 11           |
| 2013/14 | Фулад   | 7            |

### Карьера за сборную

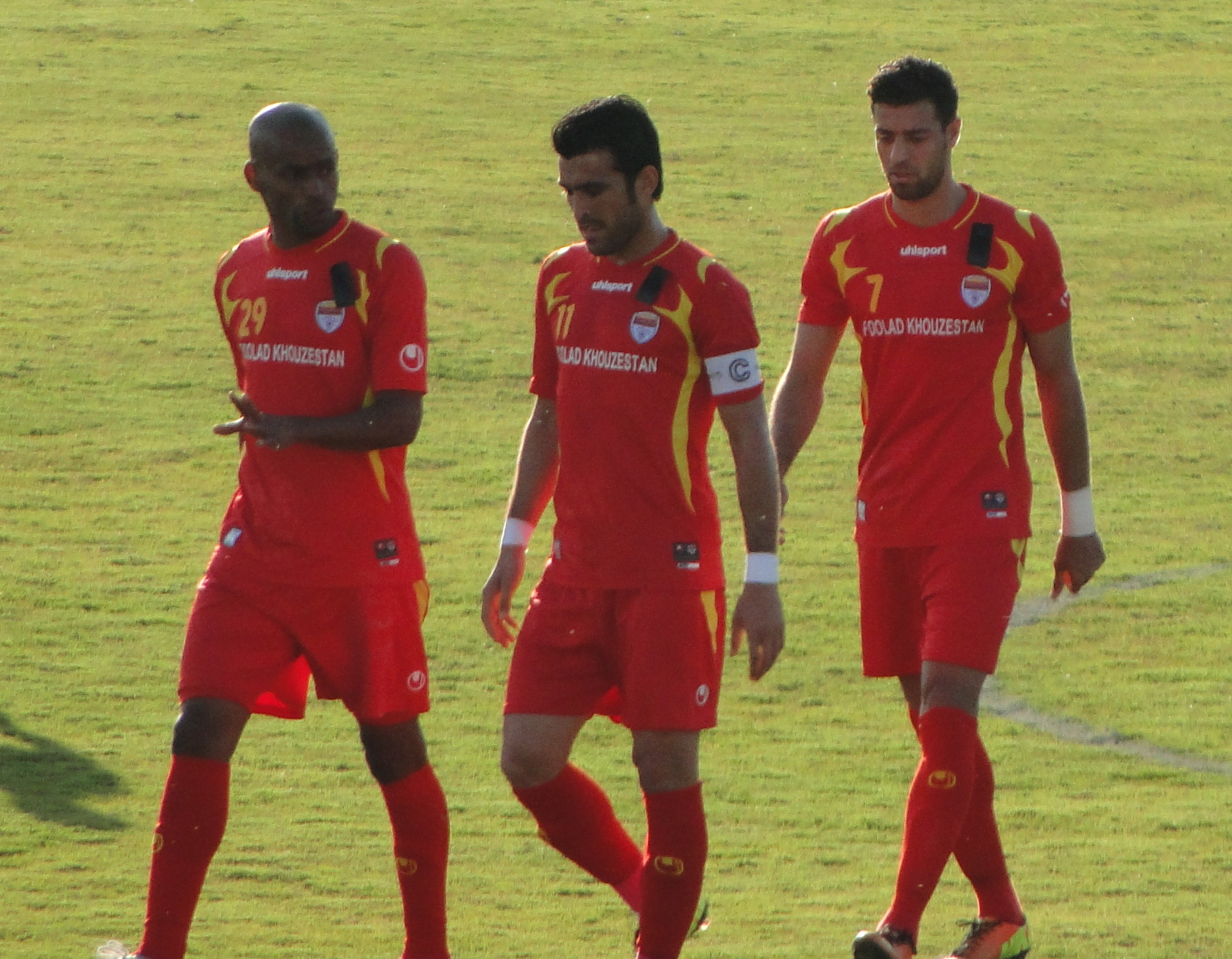
Рахмани с товарищами по команде

#### До 20 лет
| Голы за сборную до 20 лет | Голы за сборную до 20 лет | Голы за сборную до 20 лет | Голы за сборную до 20 лет | Голы за сборную до 20 лет | Голы за сборную до 20 лет | Голы за сборную до 20 лет                             | Голы за сборную до 20 лет |
| ------------------------- | ------------------------- | ------------------------- | ------------------------- | ------------------------- | ------------------------- | ----------------------------------------------------- | ------------------------- |
| 1                         | 8 декабря 2009            | Тегеран, Иран             | Пакистан                  | 3-0                       | Победа                    | Квалификация на Чемпионат АФК среди сборных до 19 лет |                           |
| 2                         | 8 декабря 2009            | Тегеран, Иран             | Пакистан                  | 3-0                       | Победа                    | Квалификация на Чемпионат АФК среди сборных до 19 лет |                           |
| 3                         | 8 декабря 2009            | Тегеран, Иран             | Пакистан                  | 3-0                       | Победа                    | Квалификация на Чемпионат АФК среди сборных до 19 лет |                           |
| 4                         | 12 декабря 2009           | Тегеран, Иран             | Узбекистан                | 1-1                       | Ничья                     | Квалификация на Чемпионат АФК среди сборных до 19 лет |                           |

#### До 23 лет
| Голы за сборную до 23 лет | Голы за сборную до 23 лет | Голы за сборную до 23 лет | Голы за сборную до 23 лет | Голы за сборную до 23 лет | Голы за сборную до 23 лет | Голы за сборную до 23 лет             | Голы за сборную до 23 лет |
| ------------------------- | ------------------------- | ------------------------- | ------------------------- | ------------------------- | ------------------------- | ------------------------------------- | ------------------------- |
| 1                         | 23 февраля 2011           | Тегеран, Иран             | Кыргызстан                | 1-0                       | Победа                    | Квалификация на Олимпийские игры 2012 |                           |
| 2                         | 11 октября 2011           | Тегеран, Иран             | ЮАР                       | 1-2                       | Lose                      | Товарищеский матч                     |                           |